# Kurankoppa, Kalghatgi
Kurankoppa là một làng thuộc tehsil Kalghatgi, huyện Dharwad, bang Karnataka, Ấn Độ.